# Proyecto Azorian

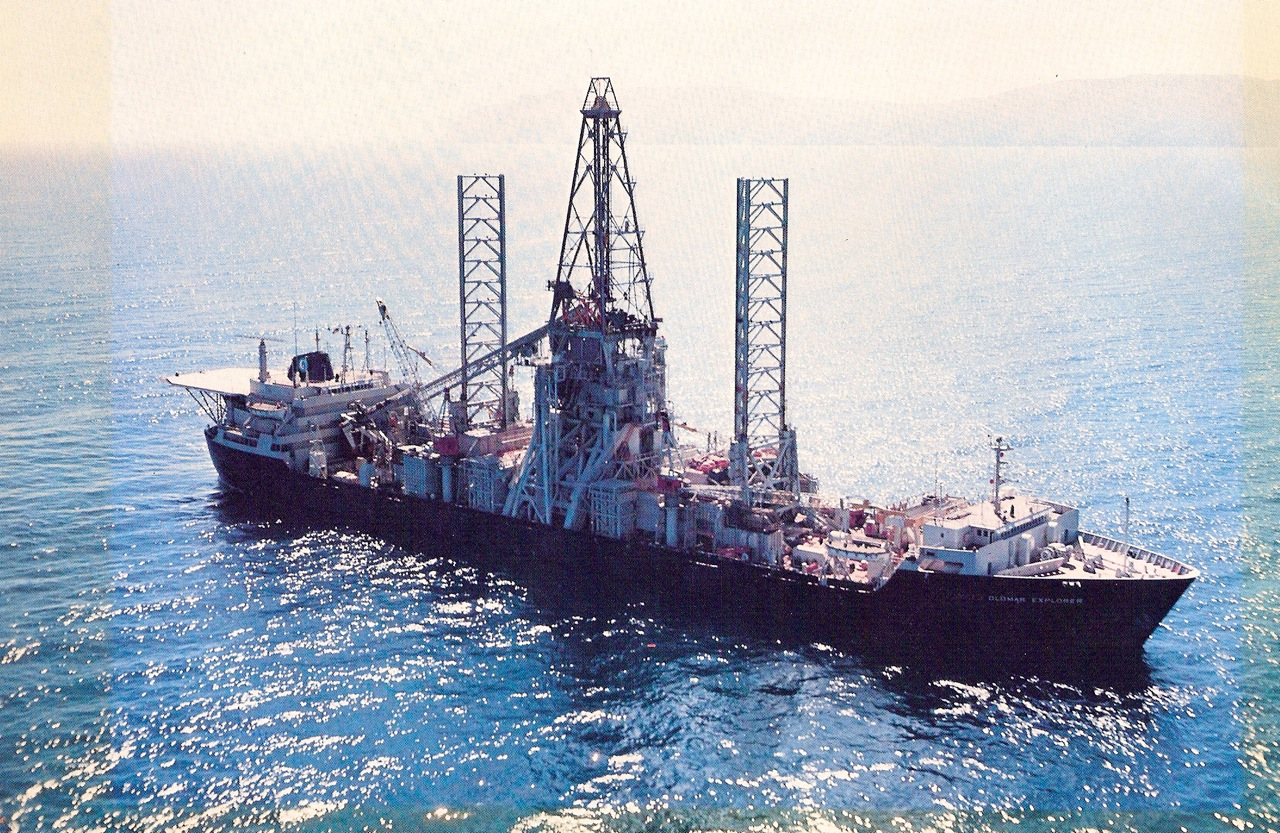
El barco Hughes Glomar Explorer.

"El proyecto AZORIAN", erróneamente llamado JENNIFER por la prensa a causa de su nombre de clasificación de seguridad de alto secreto, fue el nombre en clave de un proyecto de la Agencia Central de Inteligencia (CIA) estadounidense para recuperar durante el verano del año 1974 del lecho del océano Pacífico el submarino soviético K-129, utilizando el barco Hughes Glomar Explorer que había sido construido especialmente con este fin. El hundimiento del K-129 sucedió en 1968 a unos 1560 millas náuticas (2889,1 km) al noroeste de Hawái.
El proyecto Azorian fue una de las operaciones de inteligencia más complejas, caras y secretas de la Guerra Fría, costando unos US$800 000 000 (equivalente a $7 009 000 000 en 2023). Además de diseñar el barco de rescate de alta tecnología y su dispositivo de izaje único en su tipo, Estados Unidos debió diseñar un equipamiento de estabilización de precisión para mantener al barco prácticamente fijo sobre su blanco mientras se realizaba el descenso de casi 4,5 km de tubería. Los científicos también desarrollaron métodos para conservar el papel que había permanecido sumergido por muchos años con la esperanza de poder recuperar y leer los libros de claves secretas del submarino. Dado que la Unión Soviética no sabía dónde se encontraba su submarino, la operación de rescate pudo ser realizada en forma desapercibida (en aguas internacionales) con un fin supuestamente comercial: realizar minería del fondo marino para recuperar nódulos de Manganeso.

## El objetivo: los restos del naufragio del K-129

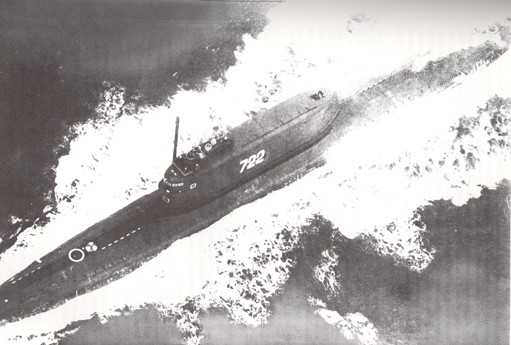
El submarino K-129, con número de casco 722, navegando en torno al año 1968.

En abril de 1968, la flota soviética del Pacífico y sus unidades de aire fueron detectados realizando un gran despliegue y operaciones inusuales en la zona norte del Pacífico, lo que la Inteligencia Naval de Estados Unidos evaluó podía ser una reacción frente al extravío de un submarino soviético. Las búsquedas de las naves de superficie soviéticas se concentraban en una zona asociada con los submarinos diésel estratégicos soviéticos que llevan misiles balísticos: los GOLF II Clase SSB, que llevaban tres misiles nucleares en su torreta modificada, que eran rutinariamente ubicados a una distancia que permitía que sus misiles alcanzaran la costa oeste de Estados Unidos. A la red de hidrófonos estadounidenses SOSUS (Arañas de Mar) en el norte del Pacífico se le encomendó la tarea de revisar sus registros con la esperanza de detectar una implosión (o explosión) que pudiera estar relacionada con dicha pérdida.  NavFac Point Sur, al sur de Monterrey California, tuvo éxito en aislar un registro sónico en sus archivos LOFAR de un evento de implosión que había ocurrido el 8 de marzo de 1968 (por cuyo logro recibieron una Meritorious Unit Commendation en 1969).  Utilizando la fecha y hora del evento detectado por NavFac Pt. Sur, NavFac Adak y las NavFacs de la costa oeste de Estados Unidos pudieron aislar el evento acústico.  Utilizando cinco firmas SOSUS, la Inteligencia Naval tuvo éxito en ubicar el sitio del naufragio del K-129 en las proximidades de los 40° de latitud Norte y 180° de longitud (International Date Line).
Luego de varias semanas de búsqueda los soviéticos no tuvieron éxito en ubicar el submarino hundido, y las operaciones de la flota soviética del Pacífico gradualmente regresaron a su nivel normal.  En julio de 1968, la Marina de Estados Unidos comenzó la "Operación Sand Dollar" con el desplazamiento del submarino USS Halibut desde Pearl Harbor al sitio del naufragio.  El objetivo de Sand Dollar era encontrar y fotografiar al K-129.  En 1965, el Halibut había sido configurado para permitir el uso de equipos de búsqueda en aguas profundas, que en ese momento era el único submarino norteamericano con dichas capacidades.  Aunque el SOSUS- proveyó una zona de búsqueda de más de 3100 km², y un naufragio ubicado a más de 4500 metros de profundidad, en forma inesperada el Halibut logró ubicar el naufragio al cabo de solo tres semanas de búsqueda visual utilizando cámaras remotas controladas a distancia (lo cual es notable si se compara con los 5 meses de búsqueda abierta e irrestricta que demandó ubicar el naufragio del submarino nuclear norteamericano USS Scorpion en el Atlántico, también en 1968).  Las siguientes semanas el Halibut tomó más de 20,000 fotografías de todos los detalles del naufragio del K-129, tarea por la cual el Halibut recibió en 1968 una Presidential Unit Citation especial secreta firmada por Lyndon Johnson.
En 1970, basándose en estas fotografías, el Secretario de Defensa Melvin Laird y Henry Kissinger, entonces Asesor Nacional de Seguridad, propuso un plan clandestino para recuperar el naufragio de forma tal que los Estados Unidos pudieran estudiar la tecnología de misiles nucleares soviéticas, como tal vez poder obtener materiales criptográficos.  La propuesta fue aceptada por el presidente Nixon y se le encomendó a la CIA intentar realizar la recuperación.

## Construcción del Glomar Explorer y su historia
A Global Marine Development Inc. la subsidiaria de investigación y desarrollo de Global Marine Inc., una pionera en operaciones de perforación en aguas profundas, se le contrató el diseño, construcción y operación del "Hughes Glomar Explorer" para realizar en forma secreta el rescate del submarino soviético hundido del fondo del océano. El barco fue construido en el astillero Sun Shipbuilding en Filadelfia, Pasadena.  El millonario y empresario Howard Hughes — cuyas compañías eran contratistas de numerosos contratos secretos de armas del Ejército norteamericano, aviones y satélites — aceptó prestar su nombre al proyecto para brindar apoyo a la creación de una historia que sirviera de fachada, en el sentido de que el barco sería utilizado para realizar la minería de nódulos de Manganeso del suelo oceánico, aunque en realidad ni Hughes ni sus empresas tuvieron ninguna participación real en el proyecto. El K-129 fue fotografiado a una profundidad de más de 4900 m, y por lo tanto la operación de salvataje debería realizarse a una profundidad que excedía con creces todas las operaciones de este tipo realizadas con anterioridad. El 1 de noviembre de 1972 comenzaron las tareas en el barco Hughes Glomar Explorer (HGE) de 57,000 t, 189 m de largo.

## Recuperación

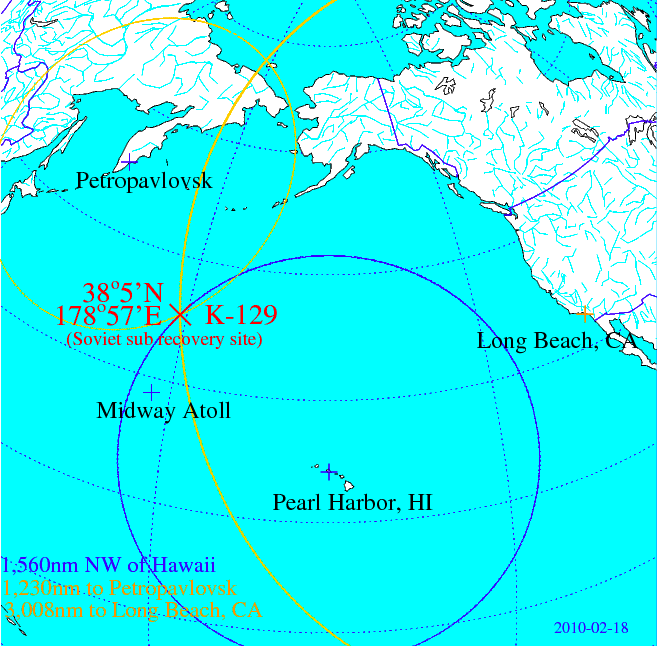
Ubicación del sitio del naufragio del K-129.

El Hughes Glomar Explorer "HGE" utilizó una gran pinza mecánica, a la cual Lockheed oficialmente denominó el "vehículo de captura" (VC) y que en forma informal era llamada Clementine, la misma había sido diseñada para descender hasta el fondo del océano, cerrarse alrededor de la sección de submarino objetivo, y luego levantar esa sección a través de 4950 m de agua. Un beneficio de esta tecnología era la capacidad para mantener una base flotante en forma estable y en posición sobre un punto ubicado a casi 5000 m de profundidad en el fondo del océano. La misma era operada encastrando secciones de tubería de 18 m de largo en forma similar a lo que se hace con los pozos de perforación para extracción de petróleo, y hacer descender a la pinza desde su alojamiento en el centro del barco tramo a tramo. Esta configuración ingeniosa fue diseñada por Western Gear Corp. de Everett, Washington. Luego que la pinza hubiera realizado su captura correctamente, el guinche era operado en reversa — los trozos de 18 m eran izados y desenganchados uno a uno. El "Objeto Objetivo" recuperado era entonces introducido en un gran compartimiento en el centro del barco, al que la tripulación llamaba la Moon Pool, y las compuertas exteriores de la Moon Pool se cerraban para formar un piso por debajo de la sección recuperada. De esta forma todo el proceso de salvataje se realizaba bajo el agua, lejos de miradas curiosas de otros barcos, aviones o satélites espías.
Luego de navegar 5600 km desde Long Beach, California, el Hughes Glomar Explorer llegó al sitio del salvataje el 4 de julio y realizó las operaciones de salvataje durante más de un mes. Durante este período, por lo menos dos naves de la Marina soviética visitaron el sitio de tareas del Glomar Explorer, el remolcador oceánico "SB-10", y el buque soviético de instrumentación de misiles (SMRIS) "Chazma". El general Roland Lajoie expresó que -de acuerdo a un relato que recibió de la CIA- durante las operaciones de rescate, "Clementine" experimentó una falla catastrófica, a consecuencia de la misma 2/3 de la sección que ya había sido izada del K-129 se desprendió y cayó nuevamente hasta el fondo del océano. Es por ello que algunas personas consideran que el proyecto Azorian fue un fracaso de inteligencia. Sin embargo, la sección recuperada contenía dos torpedos nucleares, y por lo tanto el proyecto Azorian no es considerado un fracaso total. También se recuperaron los cuerpos de seis tripulantes, a los cuales posteriormente se les rindieron honores militares y fueron sepultados en el mar. Otros miembros de la tripulación han mencionado que también libros de claves y otros materiales de interés para la CIA que estaban a bordo fueron recuperados, y altos oficiales dijeron que el proyecto fue una de las grandes operaciones de la Guerra Fría. Sin embargo, lo realmente ocurrido solo podrá conocerse cuando la CIA permita consultar los archivos, que todavía son secretos.
El proyecto Azorian permanece como un hito tecnológico y como la operación de salvataje que se haya realizado jamás a gran profundidad.  Toda la operación de salvataje fue filmada por un grupo de documentalistas de la CIA, pero esta película permanece clasificada: un pequeño trozo de la película, mostrando el salvataje y el posterior entierro marino de los seis cuerpos recobrados en la sección frontal del K-129, le fue entregado a los rusos en 1992 por el director de la CIA Robert Gates.

### Videos
- Project Azorian Feature Film
- Video en YouTube del entierro de los marineros

- Datos: Q794050
- Multimedia: Project Azorian / Q794050